# Comunidad de comunas del Cantón de Navarrenx
La Comunidad de comunas del Cantón de Navarrenx (Communauté de communes du canton de Navarrenx, CCCN en francés), es una estructura intercomunal francesa situada en el departamento francés de Pirineos Atlánticos de la región de Aquitania.

## Historia
Fue creada el 1 de enero de 1994 con la unión de diecinueve de las veintitrés comunas del antiguo cantón de Navarrenx, y que actualmente pertenecen al cantón de Corazón de Bearne.

## Nombre
Debe su nombre a que todas las comunas pertenecen al cantón de su nombre.

## Composición
La Comunidad de comunas reagrupa 19 comunas:
| Comuna                  | Código INSEE | Cantón            | Población (2012) | Superficie (km²) | Densidad (hab./km²) |
| ----------------------- | ------------ | ----------------- | ---------------- | ---------------- | ------------------- |
| Angous                  | 64025        | Corazón de Bearne | 114              | 6,22             | 18                  |
| Araujuzon               | 64032        | Corazón de Bearne | 207              | 6,92             | 30                  |
| Araux                   | 64033        | Corazón de Bearne | 134              | 5,40             | 25                  |
| Audaux                  | 64075        | Corazón de Bearne | 178              | 7,33             | 24                  |
| Bastanès                | 64099        | Corazón de Bearne | 102              | 5,26             | 19                  |
| Bugnein                 | 64149        | Corazón de Bearne | 214              | 11,36            | 19                  |
| Castetnau-Camblong      | 64178        | Corazón de Bearne | 443              | 11,37            | 39                  |
| Charre                  | 64186        | Corazón de Bearne | 199              | 11,41            | 17                  |
| Dognen                  | 64201        | Corazón de Bearne | 210              | 6,79             | 31                  |
| Gurs                    | 64253        | Corazón de Bearne | 424              | 10,96            | 39                  |
| Jasses                  | 64253        | Corazón de Bearne | 153              | 5,22             | 29                  |
| Lay-Lamidou             | 64326        | Corazón de Bearne | 124              | 5,47             | 23                  |
| Méritein                | 64381        | Corazón de Bearne | 298              | 6,90             | 43                  |
| Navarrenx               | 64416        | Corazón de Bearne | 1060             | 6,21             | 171                 |
| Ogenne-Camptort         | 64420        | Corazón de Bearne | 245              | 11,81            | 21                  |
| Préchacq-Navarrenx      | 64459        | Corazón de Bearne | 161              | 5,10             | 32                  |
| Sus                     | 64529        | Corazón de Bearne | 389              | 11,50            | 34                  |
| Susmiou                 | 64530        | Corazón de Bearne | 348              | 3,50             | 99                  |
| Viellenave-de-Navarrenx | 64555        | Corazón de Bearne | 173              | 5,68             | 30                  |

## Competencias
La comunidad es un organismo público de cooperación intercomunal.
Sus recursos provienen del impuesto sobre los rendimientos del trabajo único, del sistema de contribuciones que se aplica a los residuos y asignaciones y subvenciones de diversos socios.
Sus competencias en general se centran en el desarrollo económico, medio ambiental, de empleo y los servicios comunitarios a los habitantes:
- Ordenación del Territorio
  - Plan de Coherencia Territorial (SCOT, en francés).
  - Plan Sectorial.
- Desarrollo y organización económica
  - Acción de desarrollo económico de las actividades industriales, comerciales o de empleo, (apoyo de las actividades agrícolas y forestales...).
  - Creación, organización, mantenimiento y gestión de zonas de actividades industriales, comerciales, terciario, artesanal o turístico.
- Desarrollo y organización social y cultural
  - Actividades culturales y socioculturales.
  - Actividades deportivas.
  - Construcción y/u organización, mantenimiento, gestión de equipamientos o establecimientos culturales, socioculturales, socioeducativos, deportivos…, etc.
  - Transporte escolar.
- Medio ambiente
  - Saneamiento no colectivo.
  - Recogida y tratamiento de los residuos urbanos y asimilados.
  - Protección y valorización del Medio Ambiente.
- Vivienda y hábitat
  - Programa local del hábitat.
- Servicio de vías públicas
  - Creación, organización y mantenimiento del servicio de vías públicas.
- Otros
  - Adquisición comunal de material.
  - Informática, Talleres vecinales.